# Кріс Крістенсен
Кріс Крістенсен (дан. Chris Christensen, 2 березня 1988) — данський плавець.
Учасник Олімпійських Ігор 2008 року.